# Joseph Göttler
Joseph Göttler (* 9. März 1874 in Augustenfeld; † 14. Oktober 1935 in München) war ein deutscher katholischer Theologe und Erziehungswissenschaftler. Er gilt als einer der bedeutendsten katholischen Pädagogen des 20. Jahrhunderts.

## Leben und Wirken
Göttler kam als zweitältester Sohn der Bauerseheleute Johann und Maria Göttler, geb. Widmann, zur Welt. Ein Freiplatz im Konvikt und in der Lateinschule von Scheyern enthob die Eltern von der Sorge um eine dem begabten Jungen angemessene Schulbildung. Er besuchte das Gymnasium in Freising. Anschließend studierte er Philosophie und Theologie in Freising und München und wurde im Juni 1898 im Dom zu Freising zum Priester geweiht. Nach Promotion 1902 und Habilitation 1904 war er ab 1909 Professor für Dogmatik an der Philosophisch-Theologischen Hochschule Freising und ab 1911 Professor für Pädagogik und Katechetik an der Universität München. In der Katechetik entwickelte Göttler die so genannte Münchener Methode, die eine Neudefinition des wissenschaftstheoretischen Standort der Katechetik beinhaltete:
Bisher hatte sich die Katechetik, obwohl... seit langem pädagogisch interessiert, doch stets als zur Theologie, genauer zur Pastoraltheologie, gehörig begriffen. Göttler hingegen gelangt nach anfänglichem Schwanken seiner Auffassung immer entschiedener  zu dem Standpunkt, Katechetik sei dort, wo sie sich zur Religionspädagogik ausweite, nicht mehr eine theologische, sondern eine pädagogische Disziplin unter der Führung einer christlichen Erziehungswissenschaft.
Der Theologe engagierte sich auch im Bayerischen Landesverband katholischer Kinderhorte und Kleinkinderschulen, in dessen Ausschuss man ihn 1917 gewählt hatte. Demzufolge hatte er sich auch publizistisch mit der katholischen öffentlichen Kleinkindererziehung auseinandergesetzt. Über den Stifter des Kindergartens, Friedrich Fröbel, und sein Spielgaben- und Beschäftigungssystem äußerte sich Göttler nicht gerade positiv. Er war der Ansicht, dass die sehr urgierte streng geordnete Aufeinanderfolge der Gaben und Beschäftigung mit den einzelnen Gaben, doch etwas Gebundenes und darum Gezwungenes [und] trotz aller Entfernung der eigentlichen Schulunterrichtsgegenstände  etwas Schulisches um nicht zu sagen Schulmeisterliches an sich [hat].
Von 1909 bis 1930 war der Theologe Schriftleiter der Katechetischen Blätter. Ferner zeichnete er von 1919 bis 1929 als Herausgeber des Jahrbuchs des Vereins für christliche Erziehungswissenschaft verantwortlich und gehörte ab 1926 dem Redaktionskreis der hochgeachteten katholischen Monatszeitschrift Pharus an.  Göttler starb am 14. Oktober 1935. Er war Opfer eines schweren Verkehrsunfalls. Der Verstorbene wurde auf dem Alten Friedhof der Stadt Dachau beigesetzt.

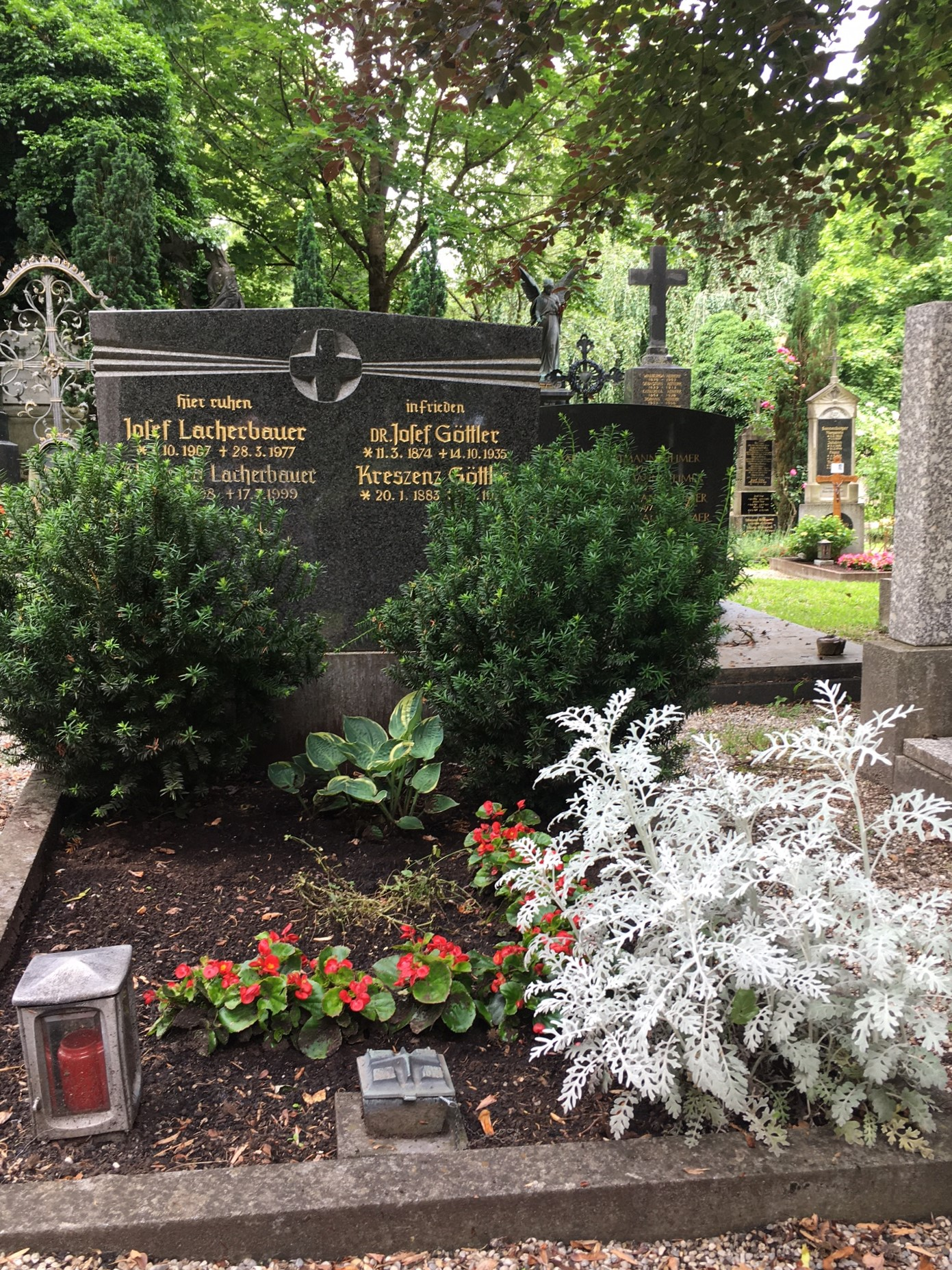
Grabstätte von Josef Göttler

## Ehrungen
- 1918 König Ludwig Kreuz
- 1926 Geheimer Regierungsrat
- 1930 Geistlicher Rat

## Werke (Auswahl)
- Die Wirkung des Bußsakraments nach der Lehre des hl. Thomas von Aquin, 1903 (Dissertation)
- Der hl. Thomas von Aquin und die vortridentinischen Thomisten über die Wirkungen des Bußsakraments, Freiburg 1904 (Habilitationsschrift)
- Einen Einheitsreligionslehrplan. Erwägungen und Vorschläge zur einheitlichen Gestaltung der religiösen Volkserziehung der katholischen Jugend, München 1908.
- Das pädagogisch-katechetische Seminar, München 1911
- System der Pädagogik im Umriß, Kempten 1912
- Unser Erziehungsziel. Pädagogische-teleologische Erwägungen zur Aufklärung, Verständigung und Sammlung, München 1909
- Vom Geist der Kleinkinderanstalten in Vergangenheit und Gegenwart, in: Pharus 9 1918, S. 531–549
- Geschichte der Pädagogik in Leitsätzen für Vorlesungen. Mit besonderer Berücksichtigung der bayerischen Schulgeschichte, München 1921
- Religions- und Moralpädagogik. Grundriß einer zeitgemäßen Katechetik, Münster 1923